# Campeonato de Fútbol de Asia Oriental
El Campeonato de Fútbol de Asia Oriental es el torneo de la Federación de Fútbol de Asia Oriental. La primera edición del torneo fue en el año 2003 en Japón, teniendo como ganadora a Corea del Sur.
China, Corea del Sur y Japón clasifican automáticamente al torneo. La fase de clasificación se juega en un grupo de 5 equipos, del cual el ganador enfrentará a aquellos 3 equipos en un cuadrangular.

## Resultados
| Año          | Sede          | Campeón       | Final Resultado | Subcampeón    | Tercer lugar    | Resultado | Cuarto lugar    |
| ------------ | ------------- | ------------- | --------------- | ------------- | --------------- | --------- | --------------- |
| 2003 Detalle | Japón         | Corea del Sur | Liga            | Japón         | China           | Liga      | Hong Kong       |
| 2005 Detalle | Corea del Sur | China         | Liga            | Japón         | Corea del Norte | Liga      | Corea del Sur   |
| 2008 Detalle | China         | Corea del Sur | Liga            | Japón         | China           | Liga      | Corea del Norte |
| 2010 Detalle | Japón         | China         | Liga            | Corea del Sur | Japón           | Liga      | Hong Kong       |
| 2013 Detalle | Corea del Sur | Japón         | Liga            | China         | Corea del Sur   | Liga      | Australia       |
| 2015 Detalle | China         | Corea del Sur | Liga            | China         | Corea del Norte | Liga      | Japón           |
| 2017 Detalle | Japón         | Corea del Sur | Liga            | Japón         | China           | Liga      | Corea del Norte |
| 2019 Detalle | Corea del Sur | Corea del Sur | Liga            | Japón         | China           | Liga      | Hong Kong       |
| 2022 Detalle | Japón         | Japón         | Liga            | Corea del Sur | China           | Liga      | Hong Kong       |
| 2025 Detalle | Corea del Sur | Japón         | Liga            | Corea del Sur | China           | Liga      | Hong Kong       |

### Palmarés
En cursiva, se indica el torneo en que el equipo fue local. 
| Selección       | Campeón                          | Subcampeón                       | Tercer lugar                           | Cuarto lugar                     |
| --------------- | -------------------------------- | -------------------------------- | -------------------------------------- | -------------------------------- |
| Corea del Sur   | 5 (2003, 2008, 2015, 2017, 2019) | 3 (2010, 2022, 2025)             | 1 (2013)                               | 1 (2005)                         |
| Japón           | 3 (2013, 2022, 2025)             | 5 (2003, 2005, 2008, 2017, 2019) | 1 (2010)                               | 1 (2015)                         |
| China           | 2 (2005, 2010)                   | 2 (2013, 2015)                   | 6 (2003, 2008, 2017, 2019, 2022, 2025) |                                  |
| Corea del Norte |                                  |                                  | 2 (2005, 2015)                         | 2 (2008, 2017)                   |
| Hong Kong       |                                  |                                  |                                        | 5 (2003, 2010, 2019, 2022, 2025) |
| Australia       |                                  |                                  |                                        | 1 (2013)                         |

### Mejor jugador
| Jugador          | Selección     | Edición |
| ---------------- | ------------- | ------- |
| Yoo Sang-chul    | Corea del Sur | 2003    |
| Ji Mingyi        | China         | 2005    |
| Kim Nam-Il       | Corea del Sur | 2008    |
| Du Wei           | China         | 2010    |
| Hotaru Yamaguchi | Japón         | 2013    |
| Jang Hyun-soo    | Corea del Sur | 2015    |
| Lee Jae-sung     | Corea del Sur | 2017    |
| Hwang In-beom    | Corea del Sur | 2019    |
| Yuki Soma        | Japón         | 2022    |

### Goleadores por edición
| Año  | Jugador                                            | Club                                | Goles |
| ---- | -------------------------------------------------- | ----------------------------------- | ----- |
| 2003 | Tatsuhiko Kubo                                     | Japón                               | 2     |
| 2005 | No concedido                                       |                                     |       |
| 2008 | Yeom Ki-hun Park Chu-young Koji Yamase Jong Tae-se | Corea del Sur Japón Corea del Norte | 2     |
| 2010 | Qu Bo Lee Seung-yeoul Lee Dong-gook Keiji Tamada   | China Corea del Sur Japón           | 2     |
| 2013 | Yoichiro Kakitani                                  | Japón                               | 3     |
| 2015 | Yūki Mutō                                          | Japón                               | 2     |
| 2017 | Kim Shin-wook                                      | Corea del Sur                       | 3     |
| 2019 | Koki Ogawa                                         | Japón                               | 3     |
| 2022 | Shuto Machino Yuki Soma                            | Japón                               | 3     |
| 2019 | Koki Ogawa                                         | Japón                               | 3     |

## Estadísticas

### Resultados en fase final
|      | Equipo          | Part. | Resultados | Resultados | Resultados | Resultados | Resultados | Resultados | Resultados | Resultados | Participación | Participación | Participación | Participación | Participación | Participación | Participación | Participación | Participación |               |
| Pts. | Equipo          | Part. | PJ         | PG         | PE         | PP         | GF         | GC         | Dif.       | Rnd.       | 03            | 05            | 08            | 10            | 13            | 15            | 17            | 19            | 22            |               |
| ---- | --------------- | ----- | ---------- | ---------- | ---------- | ---------- | ---------- | ---------- | ---------- | ---------- | ------------- | ------------- | ------------- | ------------- | ------------- | ------------- | ------------- | ------------- | ------------- | ------------- |
| 1º   | Corea del Sur   | 9     | 49         | 27         | 13         | 10         | 4          | 39         | 20         | 19         | 60,4%         | Campeón       | 4°            | Campeón       | Subcampeón    | Tercer puesto | Campeón       | Campeón       | Campeón       | Subcampeón    |
| 2º   | Japón           | 9     | 48         | 27         | 13         | 9          | 5          | 44         | 25         | 19         | 59,2%         | Subcampeón    | Subcampeón    | Subcampeón    | Tercer puesto | Campeón       | 4°            | Subcampeón    | Subcampeón    | Campeón       |
| 3º   | China           | 9     | 36         | 27         | 9          | 9          | 9          | 36         | 32         | 4          | 44,4%         | Tercer lugar  | Campeón       | Tercer puesto | Campeón       | Subcampeón    | Subcampeón    | Tercer puesto | Tercer puesto | Tercer puesto |
| 4º   | Corea del Norte | 4     | 10         | 12         | 2          | 5          | 5          | 7          | 13         | –6         | 27,7%         |               | Tercer puesto | 4°            |               |               | Tercer puesto | 4°            |               |               |
| 5º   | Australia       | 1     | 1          | 3          | 0          | 1          | 2          | 5          | 7          | –2         | 11,1%         |               |               |               |               | 4°            |               |               |               |               |
| 6º   | Hong Kong       | 4     | 0          | 12         | 0          | 0          | 12         | 2          | 36         | –34        | 0%            | 4°            |               |               | 4°            |               |               |               | 4°            | 4°            |

### Resultados en fase clasificatoria
|      | Equipo                   | Part. | Resultados | Resultados | Resultados | Resultados | Resultados | Resultados | Resultados | Resultados | Participación | Participación              | Participación              | Participación              | Participación              | Participación              | Participación              | Participación              | Participación              |                            |
| Pts. | Equipo                   | Part. | PJ         | PG         | PE         | PP         | GF         | GC         | Dif.       | Rnd.       | 03            | 05                         | 08                         | 10                         | 13                         | 15                         | 17                         | 19                         | 22                         |                            |
| ---- | ------------------------ | ----- | ---------- | ---------- | ---------- | ---------- | ---------- | ---------- | ---------- | ---------- | ------------- | -------------------------- | -------------------------- | -------------------------- | -------------------------- | -------------------------- | -------------------------- | -------------------------- | -------------------------- | -------------------------- |
| 1º   | Corea del Norte          | 7     | 61         | 23         | 19         | 4          | 0          | 91         | 9          | 82         | 46,7%         |                            | Primer puesto, clasificado | Primer puesto, clasificado | 2°                         | 2°                         | Primer puesto, clasificado | Primer puesto, clasificado | 2°                         |                            |
| 2º   | Hong Kong                | 8     | 55         | 27         | 17         | 4          | 6          | 104        | 20         | 84         | 67,9%         | Primer puesto, clasificado | 2°                         | 2°                         | Primer puesto, clasificado | 3°                         | 2°                         | 2°                         | Primer puesto, clasificado | Clasificado por invitación |
| 3º   | China Taipéi             | 8     | 40         | 30         | 12         | 4          | 14         | 68         | 55         | 13         | 44,4%         | 2°                         | 3°                         | 3°                         | 3°                         | 4°                         | 4°                         | 3°                         | 3°                         |                            |
| 4º   | Guam                     | 8     | 29         | 35         | 8          | 5          | 22         | 38         | 163        | –125       | 27,6%         | 5°                         | 5°                         | 6°                         | 4°                         | 5°                         | 3°                         | 4°                         | 6°                         |                            |
| 5º   | Mongolia                 | 7     | 28         | 25         | 8          | 4          | 13         | 45         | 61         | –16        | 37,3%         | 4°                         | 4°                         | 5°                         | 5°                         | Suspendido por la EAFF     | 6°                         | 5°                         | 4°                         |                            |
| 6º   | Macao                    | 7     | 26         | 21         | 7          | 5          | 9          | 37         | 43         | –6         | 41,27%        | 3°                         | Suspendido por FIFA        | 4°                         | 6°                         | 6°                         | 5°                         | 6°                         | 5°                         |                            |
| 7º   | Australia                | 1     | 10         | 4          | 3          | 1          | 0          | 19         | 1          | 18         | 83,3%         |                            |                            |                            |                            | Primer puesto, clasificado |                            |                            |                            |                            |
| 8º   | Islas Marianas del Norte | 6     | 4          | 16         | 1          | 1          | 14         | 12         | 75         | –63        | 8,3%          |                            |                            | 7°                         | 7°                         | 7°                         | 7°                         | 7°                         | 7°                         |                            |